# アブドゥサマト・ドゥルマノフ
アブドゥサマト・チャルシャンビエヴィチ・ドゥルマノフ (ラテン文字:Abdusamat Durmanov, Abdusamat Durmonov、ウズベク語: Abdusamat Charshonbievich Durmonov / Абдусамат Чаршонбиевич Дурмонов、ロシア語: Абдусамат Чаршанбиевич Дурманов、1965年11月15日 - ) は、ウズベキスタンの元プロサッカー選手である。現役時代のポジションはMF。

## キャリア
ドゥルマノフは1982年にスルハン・テルメズとプロ契約を果たし、FCチタやパフタコール・タシュケントでプレーした後、ウズベキスタンが独立しウズベク・リーグが開始された1992年にネフチ・フェルガナに入団、2002年までプレーした。また、1994年にはネフチ・フェルガナの一員としてCISカップに参加し、準優勝を果たしている。2002年に現役引退後はネフチ・フェルガナのトレーナーを務めている。

## ウズベキスタン代表
ハサノフは1992年にソビエト連邦から独立した中央アジアの国同士で争われた中央アジアカップ (Central Asian Cup) においてサッカーウズベキスタン代表で初出場を果たした。その後1994年に広島で開催された1994年アジア競技大会のメンバーにも選出されている。

## 獲得タイトル

### クラブ
- ウズベク・リーグ 優勝 (5):1992, 1993, 1994, 1995, 2001
- ウズベキスタン・カップ 優勝 (2):1994, 1996
- CISカップ 準優勝 (1): 1994

### 代表
- アジア競技大会サッカー競技 優勝 (1): 1994